# رباط عجزي حرقفي خلفي
الرباط العجزي الحرقفي الخلفي هو رباط يقع في منخفض عميق يقع بين العجز و الحرقفة، وهو قوي ويشكل لبنة الوصل الأساسية لزوجي العظمتين.
وهو متكون من عدة أحزمة تمر من خلال العظام في مواقع مختلفة.
- الجزء العلوي (الرباط العجزي الحرقفي الخلفي القصير) هو عمودي الاتجاه تقريباً، ويمر من المستعرض الحدبي الأول و الثاني في خلف العجز إلى الحدبة الحرقفية.
- الجزء السفلي (رباط عجزي حرقفي خلفي طويل) وهو مائل في الاتجاه، وهو متصل بواسطة طرف واحد إلى المستعرض الحدبي الثالث في خلف العجز، وإلى الطرف الآخر الشوكة الحرقفية الخلفية العلوية